# Semiostrovskiy Reid

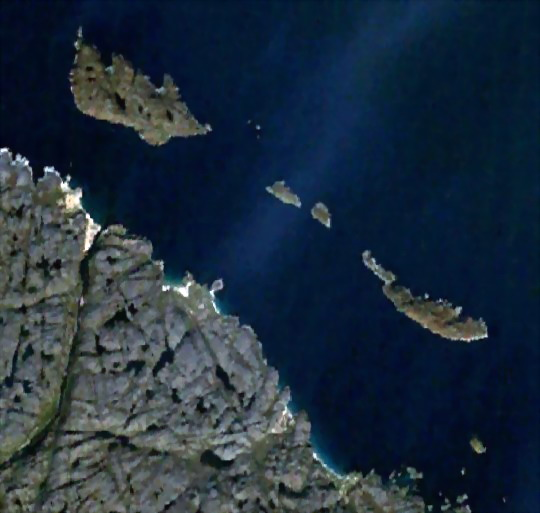
Semiostrovskiy Reid em imagem de satélite

Semiostrovskiy Reid (em russo:  Семиостровский Рейд) é um estreito localizado em 68° 46′ 44″ N, 37° 24′ 35″ L, que separa as ilhas Sem Ostrovov da península de Kola, na Rússia.